# Station Needham Market
Needham Market is een spoorwegstation van National Rail in Needham Market, Mid Suffolk in Engeland. Het station is eigendom van Network Rail en wordt beheerd door Greater Anglia. Het station is Grade II listed

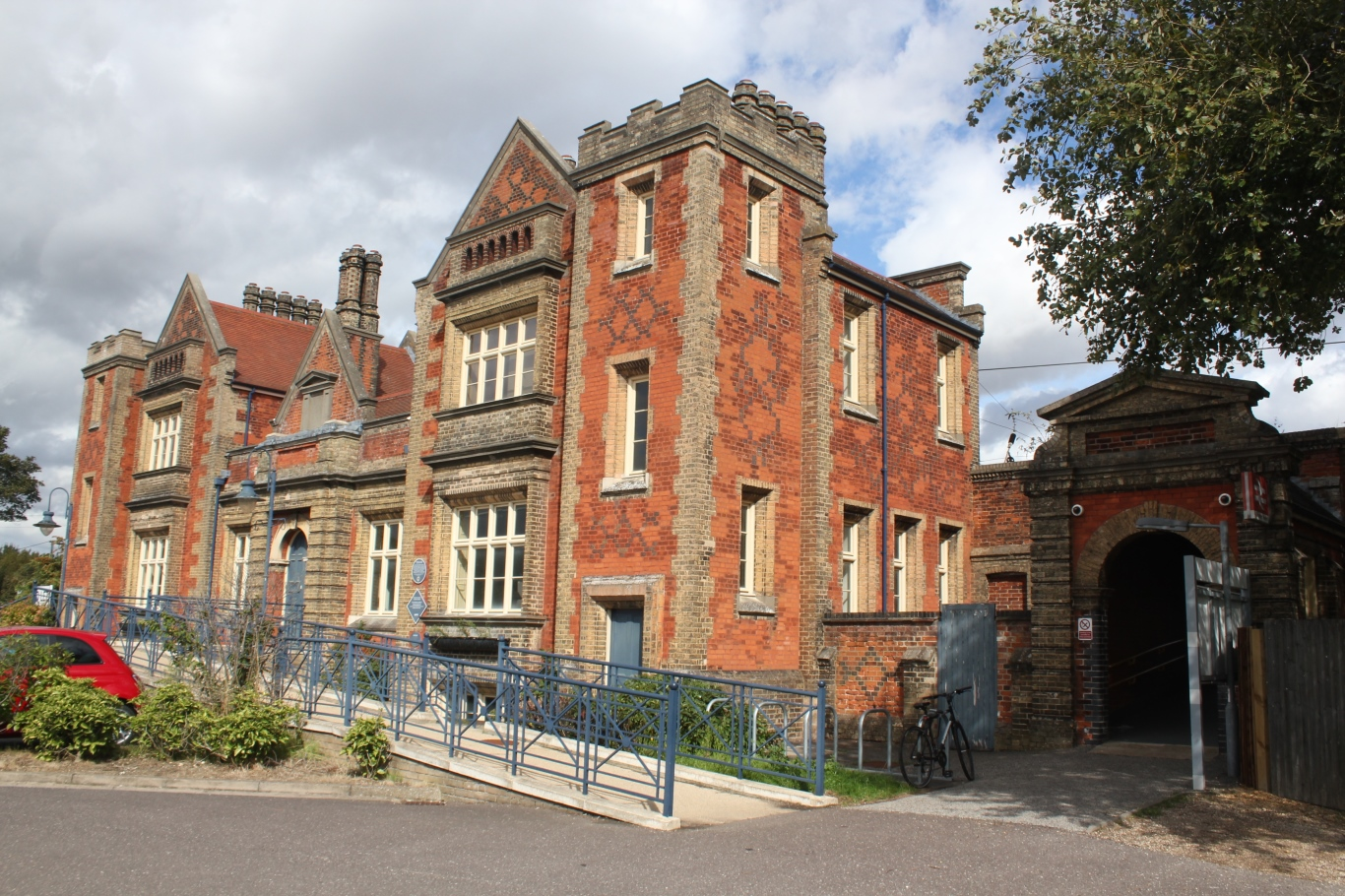
Stationsgebouw, 2018
Perrons